# Michitaka Akimoto
Michitaka Akimoto (jap. 秋本 倫孝, Akimoto Michitaka; * 24. September 1982 in Shizuoka, Präfektur Shizuoka) ist ein ehemaliger japanischer Fußballspieler.

## Karriere
Michitaka Akimoto erlernte das Fußballspielen auf der Handelsoberschule Shimizu und anschließend auf der Hōsei-Universität. Seinen ersten Vertrag unterschrieb er bei 2005 bei Ventforet Kofu, einem Verein, der damals in der zweiten Liga, der J2 League spielte und in Kōfu beheimatet ist. 2005 belegte der Verein den dritten Platz und stieg in die J1 League auf. Nach 151 Spielen verließ er den Verein und ging 2011 zum Zweitligisten Kyōto Sanga nach Kyōto. Hier absolvierte er 80 Spiele und schoss dabei sechs Tore. 2014 wechselte er zum Ligakonkurrenten Kataller Toyama. Nachdem man 2014 den 22. Platz in der zweiten Liga belegte, stieg der Verein in die dritte Liga, der J3 League, ab. 2015 zog es Michitaka Akimoto nach Thailand. Hier unterzeichnete er einen Vertrag beim Zweitligisten Thai Honda Ladkrabang FC, einem Verein, der in der Hauptstadt Bangkok beheimatet ist. 2016 stieg Thai Honda in die erste Liga, der Thai Premier League, auf. Nach Ende der Saison 2017, als der Verein einen 16. Platz belegte, musste der Verein wieder den Weg in die Zweitklassigkeit antreten. Anfang 2019 verließ er Thailand und kehrte in seine Heimat Japan zurück und schloss sich dem Drittligisten Fujieda MYFC an. Für den Verein aus Fujieda absolvierte er 54 Drittligaspiele.
Am 1. Februar 2022 beendete Akimoto seine Karriere als Fußballspieler.